# 巴科讷河畔尚特塞
巴科讷河畔尚特塞（法語：Champteussé-sur-Baconne，法語發音：[ʃɑ̃tøse syʁ bakɔn] ⓘ）是法国曼恩-卢瓦尔省的一个旧市镇，属于瑟格雷区。2016年1月1日，巴科讷河畔尚特塞和相邻的舍尼耶尚热合并新市镇为舍尼耶-尚特塞（Chenillé-Champteussé），巴科讷河畔尚特塞为政府驻地。

## 地理
巴科讷河畔尚特塞（47°40'4"N, 0°39'19"W）面积11.48 平方千米，位于法国卢瓦尔河地区大区曼恩-卢瓦尔省，该省份为法国西部内陆省份，大致对应安茹地区，北起顺时针与马耶讷省、萨尔特省、安德尔-卢瓦尔省、维埃纳省、德塞夫勒省、旺代省、大西洋卢瓦尔省和伊勒-维莱讷省接壤。
与巴科讷河畔尚特塞接壤的市镇（或旧市镇、城区）包括：舍尼耶尚热、马里涅、凯雷、索当茹、托里涅当茹、曼恩河畔蒙特勒伊、尚贝莱。
巴科讷河畔尚特塞的时区为UTC+01:00、UTC+02:00（夏令时）。

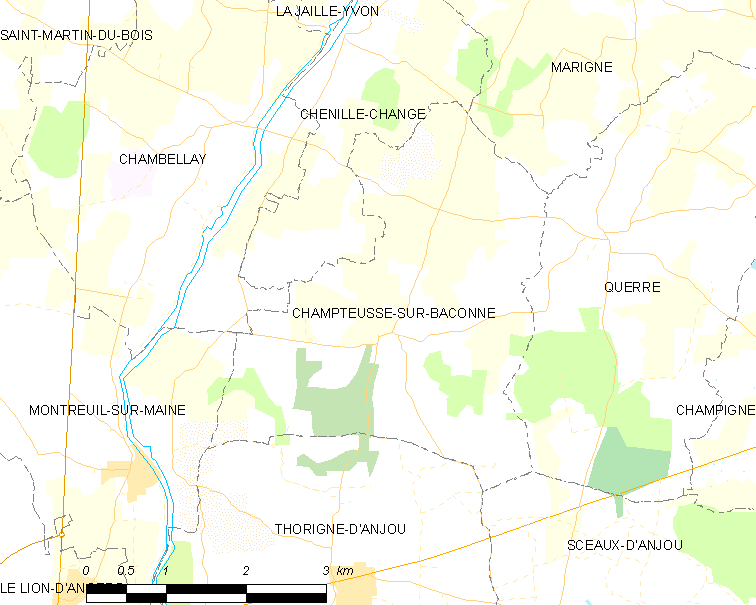
巴科讷河畔尚特塞的OSM定位图

## 行政
巴科讷河畔尚特塞的邮政编码为49220，INSEE市镇编码为49067。

## 政治
巴科讷河畔尚特塞所属的省级选区为蒂耶尔塞县。

## 人口

1962-2008年间巴科讷河畔尚特塞人口变化图示

巴科讷河畔尚特塞于2018年1月1日时的人口数量为214人。